# Junko Iwao
Junko Iwao (岩男 潤子 Iwao Junko?, nacida el 18 de febrero de 1970) es una seiyu que también ha realizado algunos álbumes en CD como cantante de J-pop. Es originaria de Beppu, Prefectura de Oita, Japón.
Su nombre real es Junko Yamamoto , puesto que está casada con Harukichi Yamamoto.

## Roles interpretados

### Anime
- Acchi Kocchi (Kikue Sakuragawa)
- Betterman (Sakura)
- Cardcaptor Sakura (Tomoyo Daidouji)
- Ayashi no Ceres (Ceres)
- Chibi Maruko-chan (Kenta Hasegawa)
- Devil Lady (Jun Fudo)
- Haunted Junction (Reiko)
- Hunter × Hunter (2011) (Kikyo Zoldyck)
- Key the Metal Idol (Tokiko "Key" Mima)
- Macross 7 (Sally Saint Ford)
- Puella Magi Madoka Magica (Kasuko Saotome)
- Magic User's Club (Akane Aikawa)
- Montana Jones (Melissa)
- Mushishi (Setsu)
- My-HiME (Akane Higurashi)
- My-Otome (Akane Soir)
- Neon Genesis Evangelion (Hikari Horaki)
- Onihei Hankachō (Hisae)
- Romeo x Juliet (Ophelia)
- Saint Tail (Kyoko)
- ToHeart (Serika Kurusugawa, Ayaka Kurusugawa)
- ToHeart ~Remember My Memories~ (Serika Kurusugawa, Ayaka Kurusugawa)
- Vampire Princess Miyu (Riri Sone)
- Wedding Peach (Manami)

### OVA
- Blue Seed Beyond (Valencia Tachibana)
- Cardcaptor Sakura: Clear Card-hen Prologue - Sakura to Futatsu no Kuma (Tomoyo Daidouji)
- Garzey's Wing (Rumiko)
- Macross 7 Encore (Sally Saint Ford)
- Macross 7 Plus (Hennessy, Sally Saint Ford)
- Magic User's Club (Akane Aikawa)
- Melty Lancer (Sakuya Lansaihe)
- New Cutey Honey (Natsuko)
- Princess Minerva (Tua)
- Rurouni Kenshin (Tomoe Yukishiro)
- Tales of Phantasia: The Animation (Mint Adnade)
- Variable Geo (Chiho Masuda)

### Películas de anime
- Cardcaptor Sakura (Tomoyo Daidouji)
- Cardcaptor Sakura: The Sealed Card (Tomoyo Daidouji)
- Neon Genesis Evangelion (Hikari Horaki)
- Perfect Blue (Mima Kirigoe)
- Tenchi the Movie 2: The Daughter of Darkness (Mayuka)
- X (Kotori Monō)

### Doblaje japonés
- The Brave Little Toaster (Chris)
- Teenage Mutant Ninja Turtles (Princess Mallory)

### Videojuegos
- Armored Core 2 (Nell Aulter)
- Langrisser IV (Schelfaniel)
- Mitsumete Knight (Lesley Lopicana)
- Melty Lancer series (Sakuya Lansaihe)
- My-HiME: Unmei no Keitouju (Akane Higurashi)
- Super Robot Wars series (Lefina Enfield)
- Tales of Phantasia (a partir de la versión de PSX) (Mint Adnade)
- Tales of the Abyss (Mint Adnade)
- ToHeart (Serika Kurusugawa, Ayaka Kurusugawa)
- True Love Story 2 (Kodachi Kazama)
- Virtua Fighter (Pai Chan)
- Honkai Impact 3rd - A Post Honkai Odyssey (Carol)[1][2]

## Música
- Interpretó el tema Yakusoku no Sora (約束の空) para el OVA Cardcaptor Sakura: Clear Card-hen Prologue - Sakura to Futatsu no Kuma.[3]